# Simancas
Simancas är en ort och kommun i provinsen Valladolid i den autonoma regionen Kastilien och León i nordvästra Spanien. Orten ligger vid floden Pisuerga, cirka 10,5 kilometer sydväst om Valladolid. Kommunen har 5 538 invånare (2024), på en yta av 42,36 km². Det spanska statsarkivet är förlagt till Simancas.